# Automeris styx
Automeris styx är en fjärilsart som beskrevs av Lemaire 1982. Automeris styx ingår i släktet Automeris och familjen påfågelsspinnare. Inga underarter finns listade i Catalogue of Life.